# Ciclismo nos Jogos Paralímpicos de Verão de 2016 - Qualificatórias
Este artigo fornece detalhes sobre a fase de qualificação do ciclismo para as Paralimpíadas de 2016, conforme o sistema definido pela União Internacional de Ciclismo - UCI.

## Informações gerais
As vagas são destinadas ao Comitê Paralímpico Nacional - CPN ao qual pertence o atleta ou equipe que a conquistou, não pertence ao atleta, exceto as vagas-convite da Comissão Bipartite.
Estão em disputa duzentos e trinta vagas, 150 masculinas e 80 femininas. As vagas para bicicletas duplas incluem o paratleta e o guia, portanto, uma vaga para dois atletas.
País-sede: não foram reservadas vagas para o Brasil, em nenhuma das modalidades.
Limites de vagas e atletas por CPN:
Cada Comitê Paralímpico Nacional - CPN pode incluir até vinte e um atletas, independente da modalidade, catorze no masculino e sete no feminino.
Cada CPN pode incluir até três atletas ou uma equipe por prova. Para a corrida de estrada individual com classes combinadas, cada CPN pode incluir até três atletas por classificação e no máximo cinco por disputa de medalhas.
Cada atleta deve participar de pelo menos duas provas diferentes, individuais ou por equipe.

## Eventos qualificatórios
Os melhores classificados nos rankings masculino e feminino por país finalizados no encerramento de 2014 têm direito a uma vaga, até o limite de vagas por região. Para poder se qualificar, o CPN deve ter tido pelo menos um atleta participante de um dos principais torneios: Campeonato Mundial de Paraciclismo de Pista 2015, Campeonato Mundial de Paraciclismo de Estrada 2015 ou 2016 ou Copa do Mundo de Paraciclismo 2015. As vagas não preenchidas serão distribuídas com base no ranking de 2016.
Com base no ranking combinado de 2016 serão determinadas as quantidades máximas de vagas por CPN, limitadas ao máximo de treze no masculino e seis no feminino.
| Competição                | Data                   | Vagas                                     | Vagas          | Vagas                                     | Vagas       |
| Competição                | Data                   | M                                         | M              | F                                         | F           |
| ------------------------- | ---------------------- | ----------------------------------------- | -------------- | ----------------------------------------- | ----------- |
| Ranking olímpico UCI 2014 | 31 de dezembro de 2014 | Total Europa Américas Ásia Oceania África | 45 23 10 6 2 4 | Total Europa Américas Ásia Oceania África | 25 14 4 3 2 |
| Ranking olímpico UCI 2016 | 27 de março de 2016    | 100                                       | 100            | 50                                        | 50          |

## Tabela de qualificação
| Masculino                | Masculino    | Masculino    | Masculino | Masculino |  | Feminino           | Feminino     | Feminino     | Feminino | Feminino |
| CPN                      | Ranking 2014 | Ranking 2016 | Convite   | Vagas     |  | CPN                | Ranking 2014 | Ranking 2016 | Convite  | Vagas    |
| ------------------------ | ------------ | ------------ | --------- | --------- |  | ------------------ | ------------ | ------------ | -------- | -------- |
| ITA Itália               | 1            | 9            | 1         | 11        |  | USA Estados Unidos | 1            | 6            | 2        | 9        |
| USA Estados Unidos       | 1            | 8            |           | 9         |  | GBR Grã-Bretanha   | 1            | 5            | 2        | 8        |
| ESP Espanha              | 1            | 7            |           | 8         |  | AUS Austrália      | 1            | 5            |          | 6        |
| GER Alemanha             | 1            | 6            |           | 7         |  | GER Alemanha       | 1            | 5            |          | 6        |
| AUS Austrália            | 1            | 6            |           | 7         |  | NED Países Baixos  | 1            | 4            |          | 5        |
| RUS Rússia               | 1            | 5            |           | 6         |  | CHN China          | 1            | 3            | 2        | 6        |
| NED Países Baixos        | 1            | 5            | 2         | 8         |  | CAN Canadá         | 1            | 3            | 1        | 5        |
| CZE Chéquia              | 1            | 5            |           | 6         |  | POL Polônia        | 1            | 3            |          | 4        |
| GBR Grã-Bretanha         | 1            | 5            |           | 6         |  | NZL Nova Zelândia  | 1            | 3            |          | 3**      |
| COL Colômbia             | 1            | 4            |           | 5         |  | RUS Rússia         | 1            | 2            |          | 3        |
| FRA França               | 1            | 4            |           | 5         |  | RSA África do Sul  | 1            | 1            |          | 2        |
| CAN Canadá               | 1            | 4            |           | 5         |  | CZE Chéquia        | 1            | 1            |          | 2        |
| CHN China                | 1            | 3            | 1         | 5         |  | JPN Japão          | 1            | 1            |          | 1**      |
| RSA África do Sul        | 1            | 3            |           | 4         |  | ESP Espanha        | 1            | 1            |          | 2        |
| AUT Áustria              | 1            | 3            |           | 4         |  | ITA Itália         | 1            | 1            |          | 2        |
| BEL Bélgica              | 1            | 3            |           | 4         |  | KOR Coreia do Sul  | 1            | 1            |          | 2        |
| SUI Suíça                | 1            | 3            |           | 4         |  | ARG Argentina      | 1            | 1            |          | 2        |
| IRL Irlanda              | 1            | 3            |           | 4         |  | IRL Irlanda        | 1            | 1            |          | 2        |
| POL Polônia              | 1            | 3            |           | 4         |  | GRE Grécia         | 1            | 1            |          | 2        |
| SVK Eslováquia           | 1            | 2            |           | 3         |  | SUI Suíça          | 1            | 1            |          | 2        |
| JPN Japão                | 1            | 2            |           | 3         |  | SVK Eslováquia     | 1            | 1            |          | 1**      |
| NZL Nova Zelândia        | 1            | 1            |           | 2         |  | COL Colômbia       | 0            | 1            |          | 1        |
| UKR Ucrânia              | 1            | 1            |           | 1**       |  | FRA França         | 1            | 0            |          | 1        |
| SWE Suécia               | 1            | 1            | 1         | 3         |  | BEL Bélgica        | 0            | 0            | 1        | 1        |
| ROU Romênia              | 1            | 1            |           | 2         |  | BRA Brasil         | 1            | 0            |          | 1        |
| BRA Brasil               | 1            | 1            |           | 2         |  | SWE Suécia         | 1            | 0            |          | 1        |
| FIN Finlândia            | 1            | 1            |           | 2         |  | MEX México         | 1*           | 0            |          | 0        |
| ARG Argentina            | 1            | 1            |           | 2         |  | Total              | 24           | 51           | 8        | 80       |
| MAS Malásia              | 1            | 1            |           | 2         |  |                    |              |              |          |          |
| PER Peru                 | 1            | 1            |           | 1**       |  |                    |              |              |          |          |
| VEN Venezuela            | 1            | 1            |           | 2         |  |                    |              |              |          |          |
| ISR Israel               | 1            | 1            |           | 1**       |  |                    |              |              |          |          |
| SLO Eslovênia            |              | 1            |           | 1         |  |                    |              |              |          |          |
| POR Portugal             | 1            | 1            |           | 2         |  |                    |              |              |          |          |
| GRE Grécia               | 1            | 0            |           | 1         |  |                    |              |              |          |          |
| DOM República Dominicana | 1*           | 0            | 1         | 1         |  |                    |              |              |          |          |
| NOR Noruega              | 1            | 0            |           | 1         |  |                    |              |              |          |          |
| LUX Luxemburgo           |              | 0            | 1         | 1         |  |                    |              |              |          |          |
| MEX México               | 1*           | 0            |           | 0         |  |                    |              |              |          |          |
| KOR Coreia do Sul        | 1            | 0            |           | 1         |  |                    |              |              |          |          |
| CRC Costa Rica           | 1            | 0            |           | 1         |  |                    |              |              |          |          |
| HUN Hungria              | 1            | 0            |           | 1         |  |                    |              |              |          |          |
| GHA Gana                 |              | 0            | 1         | 1         |  |                    |              |              |          |          |
| ALG Argélia              | 1*           | 0            |           | 0         |  |                    |              |              |          |          |
| IRI Irã                  | 1            | 0            |           | 1         |  |                    |              |              |          |          |
| PHI Filipinas            | 1*           | 0            |           | 0         |  |                    |              |              |          |          |
| Total                    | 39           | 106          | 8         | 150       |  |                    |              |              |          |          |

* Sem competidores nas competições obrigatórias

** CNP devolveu uma das vagas

Os convites são de responsabilidade da Comissão Bipartite, concedidos a atletas habilitados a participar dos Jogos.
1. ↑  «Qualificatórias para o paraciclismo Rio 2016» (PDF). Rio 2016 Paralympic Games – Qualification Guide - Cycling. International Paralympic Comitee
2. ↑  «Alocação final - 4/5/2016» (PDF). Rio 2016 – Men Final Slots Allocation. Union Cycliste Internationale. 4 de maio de 2016. Consultado em 22 de junho de 2016
3. ↑  «Alocação final - 4/5/2016» (PDF). Rio 2016 – Women Final Slots Allocation. Union Cycliste Internationale. 4 de maio de 2016. Consultado em 22 de junho de 2016